# Pico Cuadrante
El pico Cuadrante (en inglés: Quadrant Peak) es un pico de 427 m s. n. m. que forma la cumbre de la Isla Vindicación, en el grupo Candelaria de las islas Sandwich del Sur.

## Características
El pico forma una cresta estrecha por encima de las laderas uniformes del cono volcánico original, y es un cuadrante de lo que probablemente fue una vez un cono de masa circular. No posee signos de actividad volcánica por más de 10 000 años, de hecho la isla es el remanente erosionado de antiguos estratovolcanes y una de las pocas islas sin actividad volcánica reciente, pese a que el terreno posee cierto grado de calor.
El pico fue nombrado por el Comité Antártico de Lugares Geográficos del Reino Unido en 1971.
La isla nunca fue habitada ni ocupada, y como el resto de las Sandwich del Sur es reclamada por el Reino Unido que la hace parte del territorio británico de ultramar de las Islas Georgias del Sur y Sandwich del Sur, y por la República Argentina, que la hace parte del departamento Islas del Atlántico Sur dentro de la provincia de Tierra del Fuego, Antártida e Islas del Atlántico Sur.